# Kraken (groupe)
Pour les articles homonymes, voir Kraken.
Kraken est un groupe de rock colombien, originaire de Medellín. La formation actuelle comprend Andrés Leiva (guitare), Ricardo Wolff (guitare), Julian Puerto (batterie), Luis Alberto Ramírez (basse), et Rubén Gelvez (claviers). Leur style musical se caractérise par un mélange de hard rock et de heavy metal.

## Biographie
L'influence du premier chanteur du groupe, Elkin Ramírez, est comparée par certaines publications à celle de Freddie Mercury ou Bruce Dickinson,. Il s'inspire aussi de la musique classique. Ramirez est surnommé Elkin Kraken par les fans.
Le guitariste Andrés Leiva contribue au style du groupe avec son expérience symphonique, qu'il a acquis lorsqu'il était élève du guitariste Pedro de Alcántara. Le 13 décembre 2013, le groupe célèbre son 30e anniversaire qu'il enregistre et sort en DVD.
Ramírez meurt d'un cancer du cerveau le 29 janvier 2017 à Medellín, à l'âge de 54 ans.

## Discographie

### Albums studio
- 1987 : Kraken I
- 1989 : Kraken II
- 1990 : Kraken III
- 1993 : Kraken IV: Piel de cobre
- 1995 : Kraken V: El Símbolo de la huella
- 1999 : Kraken: Una Leyenda del rock
- 2009 : Humana deshumanización
- 2016 : Kraken VI: Sobre esta tierra

### Compilations
- 1994 : Kraken I + II
- 2002 : Kraken en Vivo: Huella y camino (Live)
- 2004 : Kraken IV + V - Vive el rock nacional
- 2006 : Kraken filarmónico
- 2014 : Kraken 30 años: La fortaleza del Titán (Live)